# Veturius dreuxi
Veturius dreuxi es una especie de coleóptero de la familia Passalidae.

## Distribución geográfica
Habita en Bolivia.